# T'boli
Le t'boli (/tbɔˈli/), également appelé tagabili, est une langue austronésienne parlé dans le sud de l'île de Mindanao aux Philippines , principalement dans les provinces de Cotabato du Sud, mais aussi dans les provinces voisines de Sultan Kudarat et Sarangani. Selon le recensement de 2000, près de 95 300 Philippins identifient le t'boli comme langue maternelle.